# Eremoleon triguttatus
Eremoleon triguttatus is een insect uit de familie van de mierenleeuwen (Myrmeleontidae), die tot de orde netvleugeligen (Neuroptera) behoort. 
Eremoleon triguttatus is voor het eerst wetenschappelijk beschreven door Navás in 1914.